# Lãnh tụ đối lập Úc

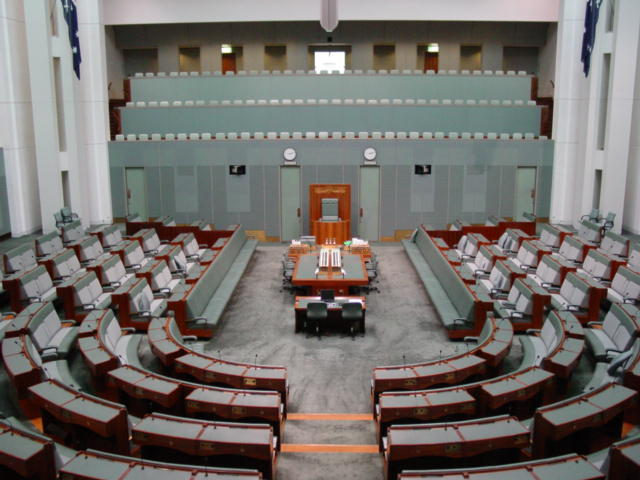
Trong Quốc hội Úc, Lãnh tụ đối lập ngồi ghế bên trái của bàn lớn trước mặt ghế trung tâm của nhân viên phát ngôn

Lãnh tụ đối lập Úc (tiếng Anh: Australian Leader of the Opposition) là một nghị viên của hạ viện Quốc hội Úc với nhiệm vụ lãnh đạo những nghị viên trong phái đối lập với chính phủ đương thời. Chức vụ này thường nằm trong tay lãnh tụ của đảng chính trị có nhiều ghế trong quốc hội nhưng không đủ để thành lập chính phủ. Lãnh tụ đối lập khi họp quốc hội sẽ ngồi ở bàn giữa của các ghế phía tay trái của nhân viên phát ngôn, đối diện với ghế của Thủ tướng Úc. Thủ tướng Úc thường là lãnh tụ của đảng có nhiều ghế nhất trong quốc hội.
Liên bang Úc là một chính phủ quân chủ lập hiến, với quốc hội hình thành dựa theo hệ thống chính quyền Westminster. Từ "đối lập" mang ý nghĩa riêng biệt trong quốc hội. Phe đối lập có nhiệm vụ chỉ trích phe chính phủ và cố gắng kêu gọi quần chúng bầu cho mình và tranh cử để lên thay thế và lập chính phủ mới trong các cuộc bầu cử. Do đó, phe đối lập còn được xem là một "chính phủ chờ đợi". Chú ý rằng, đối lập là đối lập với đảng phái đang giữ quyền chính phủ đương thời, nhưng không đối lập với hoàng gia.
Hiện nay, Peter Dutton của Đảng Tự do Úc là lãnh tụ đối lập. Lâu nay có 41 lãnh tụ đối lập, 16 từng là Thủ tướng Úc.

## Danh sách lãnh tụ đối lập
| #   | Tên              | Hình             | Bắt đầu nhiệm kỳ    | Kết thúc nhiệm kỳ   | Đảng                                                      |
| --- | ---------------- | ---------------- | ------------------- | ------------------- | --------------------------------------------------------- |
| 1.  | George Reid      | George Reid      | 19 tháng 5 1901     | 17 tháng 8 1904[b]  | Free Trade Party                                          |
| 2.  | Chris Watson     | Chris Watson     | 18 tháng 8 1904     | 5 tháng 7 1905[b]   | Đảng Lao động Úc                                          |
| -   | George Reid      |                  | 7 tháng 7 1905[a]   | 16 tháng 11 1908    | Free Trade Party Anti-Socialist Party                     |
| 3.  | Joseph Cook      | Joseph Cook      | 17 tháng 11 1908    | 26 tháng 5 1909[b]  | Anti-Socialist Party                                      |
| 4.  | Alfred Deakin    | Alfred Deakin    | 26 tháng 5 1909     | 2 tháng 6 1909[b]   | Commonwealth Liberal Party                                |
| 5.  | Andrew Fisher    | Andrew Fisher    | 2 tháng 6 1909[a]   | 29 tháng 4 1910[b]  | Đảng Lao động Úc                                          |
| -   | Alfred Deakin    |                  | 1 tháng 7 1910[a]   | 20 tháng 1 1913     | Commonwealth Liberal Party                                |
| -   | Joseph Cook      |                  | 20 tháng 1 1913     | 24 tháng 6 1913[b]  | Commonwealth Liberal Party                                |
| -   | Andrew Fisher    |                  | 8 tháng 7 1913[a]   | 17 tháng 9 1914[b]  | Đảng Lao động Úc                                          |
| -   | Joseph Cook      |                  | 8 tháng 10 1914[a]  | 17 tháng 2 1916     | Commonwealth Liberal Party Nationalist Party of Australia |
| 6.  | Frank Tudor      | Frank Tudor      | 1 tháng 11 1916     | 10 tháng 1 1922     | Đảng Lao động Úc                                          |
| 7.  | Matthew Charlton |                  | 10 tháng 1 1922     | 29 tháng 3 1928     | Đảng Lao động Úc                                          |
| 8.  | James Scullin    |                  | 29 tháng 3 1928     | 22 tháng 10 1929[b] | Đảng Lao động Úc                                          |
| 9.  | John Latham      | John Latham      | 20 tháng 11 1929    | 7 tháng 5 1931      | Nationalist Party of Australia                            |
| 10. | Joseph Lyons     |                  | 7 tháng 5 1931      | 6 tháng 1 1932[b]   | United Australia Party                                    |
| -   | James Scullin    | James Scullin    | 7 tháng 1 1932[a]   | 1 tháng 10 1935     | Đảng Lao động Úc                                          |
| 11. | John Curtin      | John Curtin      | 1 tháng 10 1935     | 7 tháng 10 1941[b]  | Đảng Lao động Úc                                          |
| 12. | Arthur Fadden    | Arthur Fadden    | 7 tháng 10 1941[a]  | 23 tháng 9 1943     | Country Party                                             |
| 13. | Robert Menzies   | Robert Menzies   | 23 tháng 9 1943[a]  | 19 tháng 12 1949[b] | United Australia Party Đảng Tự do Úc                      |
| 14. | Ben Chifley      | Ben Chifley      | 19 tháng 12 1949[a] | 20 tháng 6 1951     | Đảng Lao động Úc                                          |
| 15. | Herbert Evatt    |                  | 20 tháng 6 1951     | 9 tháng 2 1960      | Đảng Lao động Úc                                          |
| 16. | Arthur Calwell   | Arthur Calwell   | 7 tháng 3 1960      | 8 tháng 2 1967      | Đảng Lao động Úc                                          |
| 17. | Gough Whitlam    |                  | 8 tháng 2 1967      | 2 tháng 12 1972[b]  | Đảng Lao động Úc                                          |
| 18. | Billy Snedden    |                  | 2 tháng 12 1972     | 21 tháng 3 1975     | Đảng Tự do Úc                                             |
| 19. | Malcolm Fraser   |                  | 21 tháng 3 1975     | 11 tháng 11 1975[b] | Đảng Tự do Úc                                             |
| -   | Gough Whitlam[c] |                  | 11 tháng 11 1976[a] | 22 tháng 12 1977    | Đảng Lao động Úc                                          |
| 20. | Bill Hayden      |                  | 22 tháng 12 1977    | 3 tháng 2 1983      | Đảng Lao động Úc                                          |
| 21. | Bob Hawke        |                  | 3 tháng 2 1983      | 11 tháng 3 1983[b]  | Đảng Lao động Úc                                          |
| 22. | Andrew Peacock   |                  | 11 tháng 3 1983     | 5 tháng 9 1985      | Đảng Tự do Úc                                             |
| 23. | John Howard      |                  | 5 tháng 9 1985      | 9 tháng 5 1989[b]   | Đảng Tự do Úc                                             |
| -   | Andrew Peacock   |                  | 9 tháng 5 1989      | 3 tháng 4 1990      | Đảng Tự do Úc                                             |
| 24. | John Hewson      |                  | 3 tháng 4 1990      | 23 tháng 5 1994     | Đảng Tự do Úc                                             |
| 25. | Alexander Downer | Alexander Downer | 23 tháng 5 1994     | 30 tháng 1 1995     | Đảng Tự do Úc                                             |
| -   | John Howard      |                  | 30 tháng 1 1995     | 11 tháng 3 1996[b]  | Đảng Tự do Úc                                             |
| 26. | Kim Beazley      | Kim Beazley      | 19 tháng 3 1996     | 11 tháng 11 2001    | Đảng Lao động Úc                                          |
| 27. | Simon Crean      | Simon Crean      | 11 tháng 11 2001    | 2 tháng 12 2003     | Đảng Lao động Úc                                          |
| 28. | Mark Latham      | Mark Latham      | 2 tháng 12 2003     | 18 tháng 1 2005     | Đảng Lao động Úc                                          |
| -   | Kim Beazley      |                  | 28 tháng 1 2005     | 4 tháng 12 2006     | Đảng Lao động Úc                                          |
| 29. | Kevin Rudd       | Kevin Rudd       | 4 tháng 12 2006     | 24 tháng 11 2007[b] | Đảng Lao động Úc                                          |
| 30. | Brendan Nelson   | Brendan Nelson   | 29 tháng 11 2007    |                     | Đảng Tự do Úc                                             |
| 31. | Malcolm Turnbull | Malcolm Turnbull | 16 tháng 9 2008     |                     | Đảng Tự do Úc                                             |